# Malestok
En malestok er et redskab brugt af malere til at hvile hånden og armen, når der skal arbejdes på detaljer, hvor hånden skal kunne holdes helt roligt. Malestokken består af en stang af træ eller aluminium. I den ene ende er en kugle eller pude af skind. Kuglen kan hvile på lærredet uden at skade dette (eller på kanten eller rammen). Hånden støttes da på selve pinden. 
Malestokken benyttes både af kunstmalere og skiltemalere. 
I malerier fra det 16. århundrede til det 19. århundrede optræder malestokken ofte på selvportrætter og på portrætter af kunstnerkolleger. Malestokken er ved siden af palet, staffeli og pensel en af malerkunstens attributter.

## Eskterne henvisninger
- Wikimedia Commons har flere filer relateret til Malestok